# Cattedrale di Kristiansand
La cattedrale di Kristiansand (in lingua norvegese: Kristiansand domkirke) è il principale edificio di culto della città di Kristiansand, in Norvegia, ed è sede della diocesi di Agder e Telemark per la chiesa di Norvegia.

## Storia
La cattedrale si trova nello stesso sito in cui sorgevano le tre chiese precedenti. La prima, chiamata chiesa della Trinità, fu costruita nel 1645 ed era un piccolo edificio di legno. Quando Kristiansand è divenuta sede episcopale nel 1682, ebbe inizio la costruzione della cattedrale, chiamata chiesa del Salvatore. Si trattava di un edificio costruito in pietra e consacrato nel 1696, ma bruciò nel 1734. La seconda cattedrale, consacrata nel 1738, è stata rovinata da un incendio che ha colpito l'intera città, il 18 dicembre del 1880.
L'attuale chiesa è la terza cattedrale costruita nella città di Kristiansand e una delle più grandi in Norvegia. La chiesa è stata completata in stile gotico nel 1885 su progetto dell'architetto Henrik Thrap-Meyer.